# 33 South Sixth
33 South Sixth – wieżowiec w Minneapolis w Stanach Zjednoczonych. Jest to 4. co do wysokości budynek w mieście. Ma 204 metry wysokości i 52 piętra. Wykorzystywany jest głównie jako biurowiec. W miejscu, gdzie stoi budynek, wcześniej znajdował się Hotel Dyckman, 10-piętrowy budynek z 1915 roku (zburzony w 1979 roku). Został on zaprojektowany przez Skidmore, Owings & Merrill i powstał w roku 1982.